# کتابخانه نسخه‌های خطی واچه و تامار مانوکیان

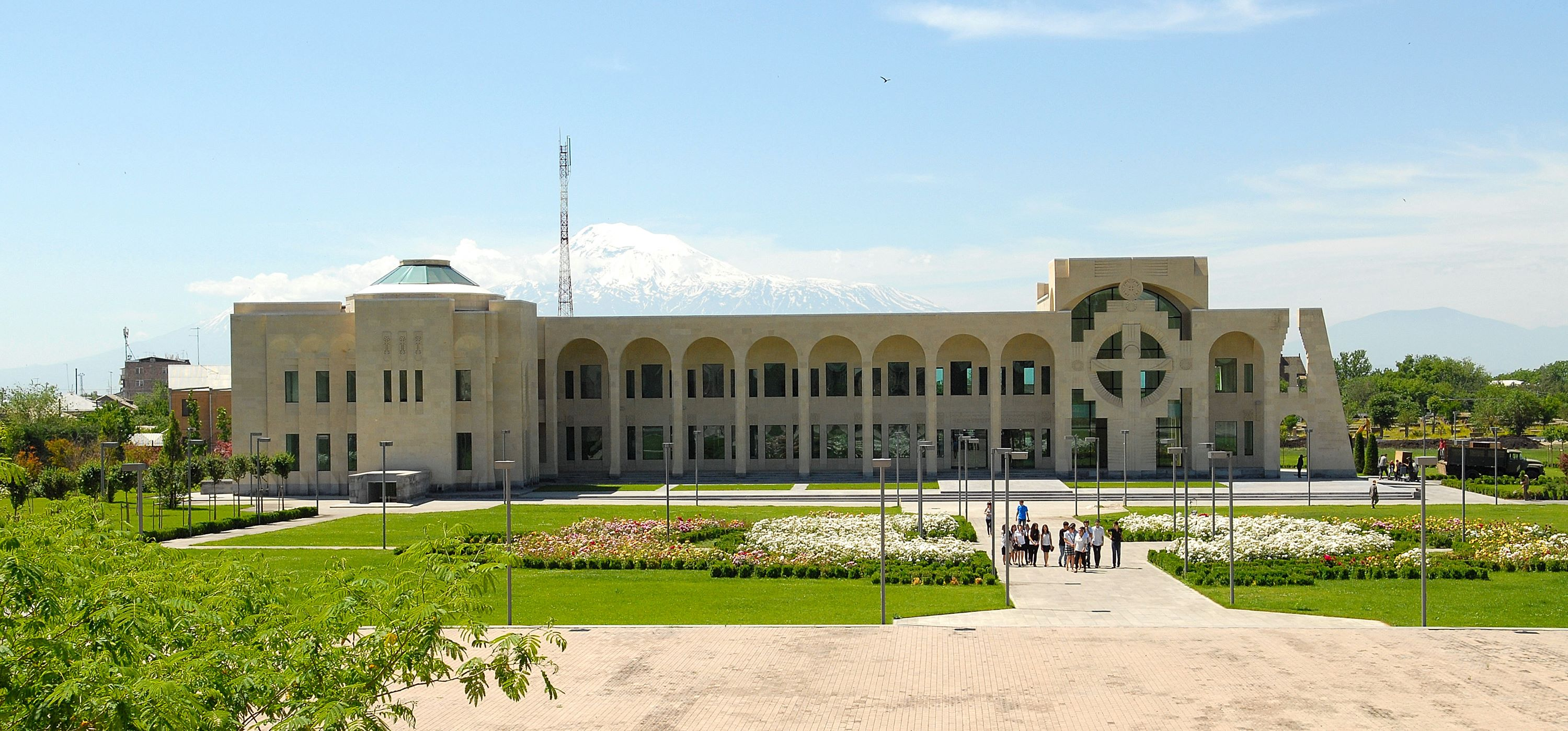

کتابخانه نسخه‌های خطی واچه و تامار مانوکیان (ارمنی: Վաչե և Թամար Մանուկյան մատենադարան) یک کتابخانه نسخه‌های خطی (ماتناداران) واقع در واغارشاپات، ارمنستان است.